# اكمة منادى (القفر)
اكمة منادى

تعديل مصدري - تعديل

اكمة منادى محلة تابعة لقرية شارجية، التابعة لعزلة حمير بمديرية القفر إحدى مديريات محافظة إب في الجمهورية اليمنية، بلغ تعداد سكانها 80 حسب تعداد اليمن لعام 2004.